# ك. ويليام أونيل
ك. ويليام أونيل (بالإنجليزية: C. William O'Neill)‏ هو قاضي ومحامي وسياسي أمريكي، ولد في 14 فبراير 1916 في مارييتا في الولايات المتحدة، وتوفي في 20 أغسطس 1978 في كولومبوس في الولايات المتحدة. نشط حزبياً في الحزب الجمهوري. وقد انتخب حاكم ولاية أوهايو ‏ (14 يناير 1957 – 12 يناير 1959) وانتخب Chief Justice of the Ohio Supreme Court ‏ (3 أبريل 1970 – 20 أغسطس 1978) وانتخب Ohio Attorney General ‏ (8 يناير 1951 – 7 يناير 1957).

## وصلات خارجية
- ك. ويليام أونيل على موقع إن إن دي بي (الإنجليزية)